# Мулату Астатке

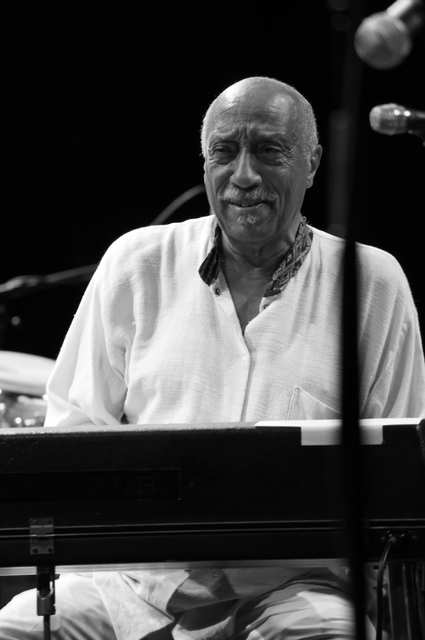
Мулату Астатке

Мулату Астатке (Mulatu Astatke, амх. ሙላቱ አስታጥቄ, нар. 19 грудня 1943 у Джиммі) — ефіопський джазовий музикант, композитор і аранжувальник. Вважається засновником ефіопського джазу.

## Життєпис
Народився на заході Ефіопії. Наприкінці 1950-х Астатке вирушив до Вельсу з метою здобути освіту інженера, однак зрештою обрав музику. Вивчав музику в Лондоні, Нью-Йорку та Бостоні, де поєднував свої інтереси в джазовій та латинській музиці з традиційною ефіопською музикою. Був першим африканським студентом у бостонському музичному коледжі Берклі. У травні 2012-го отримав звання почесного доктора у цьому коледжі.

## Творчість
У 1960-их Астатке зібрав свій колектив, у якому грає на вібрафоні, барабанах конґа та інших перкусійних інструментах, клавішних і органі.
У 1966-му записав перші два альбоми («Afro-Latin Soul», перша і друга частини) в дусі латинського джазу. Їх вже тоді помітили критики, які відзначали цікаве поєднання латинського ритму й ефіопських музичних традицій. До початку 1970-х цей стиль остаточно викристалізувався в творчості Астатке і, як індивідуальний і свіжий, отримав свою назву «Ethio-jazz» або «Ефіопський джаз». Мулату Астатке виступав на одній сцені з багатьма відомими американськими композиторами, наприклад з Дюком Еллінгтоном, якого підтримував в рамках його ефіопських гастролей 1973 року. За рік до цього Астатке випустив ще один нью-йоркський альбом «Mulatu of Ethiopia», при цьому співпрацюючи з компанією звукозапису Аддіс-Абеби, яка випустила кілька синглів артиста і п'ятий альбом «Yekatit Ethio-Jazz».
У 80-ті роки за межами Ефіопії майже забули композитора, хоча сам він продовжував плідно працювати. З приходом 1990-х цінителі джазу знову відкрили для себе Мулату Астатке. У 1998 році паризький лейбл «Buda Musique», що спеціалізується на випуску етнічної музики, почавши перевидавати окремою серією музичні ефіопські пластинки, дав нову путівку в життя деяким записам джазмена, випустивши компакт-диск «Éthiopiques, Vol. 4: Ethio Jazz & Musique Instrumentale, 1969-1974, Mulatu Astatke». Альбом приніс автору нових шанувальників, визнання міжнародних теоретиків джазу.
Коло західної аудиторії розширився в кілька разів після виходу в 2005 році фільму Джима Джармуша «Зламані квіти», де в якості саундтреку було використано музику Астатке. Визнання Мулату Астатке отримав і серед хіп-хоп артистів (Nas, Марлі, Деміан, Cut Chemist, Madlib), які часто використовують в своїй музиці семпли з композицій ефіопського композитора. Так 1 червня 2010 року американський хіп-хоп об'єднання «Mochilla» організувало концерт джазових музикантів, що найбільш вплинули, на їхню думку, на хіп-хоп музику. Серед головних учасників був Мулату Астатке
Після знайомства з массачусетським колективом «The Eithe /Orchestra» музикант почав з ним плідно співпрацювати. Разом вони провели концерти у Великій Британії, США, Німеччини, Голландії, Ірландії, Канаді, Фінляндії, Швеції. Восени 2008 року почалася співпраця з psyche-jazz групою «Heliocentrics», яка привела до спільного альбому «Inspiration Information». 
У цей час Мулату Астатке також працює над модернізацією ефіопських традиційних інструментів, проводить лекції та семінари, консультує співробітників Массачусетського технологічного інституту, які працюють над удосконаленням ефіопської ліри Крарія. Мулатуи відкрив перший джаз-клуб в Аддіс-Абебі, заснував першу школу сучасної музики в Ефіопії.

### Музика в кіно
Музика Астатке звучить у фільмі Джима Джармуша "Зламані квіти". У його саундтреку були використані кілька композицій музиканта, в тому числі всесвітньо відома «Yekermo Sew», яка постійно супроводжує головного героя кінострічки і є, по суті, мінорною версією хіта Гораса Сільвера. 

## Дискографія

### Альбоми
- Maskaram Setaba 7» (1966, Addis Ababa Records, US)
- Afro-Latin Soul, Volume 1 (1966, US)
- Afro-Latin Soul, Volume 2 (1966, US)
- Mulatu Of Ethiopia LP (1972, Worthy Records, US)
- Yekatit Ethio-Jazz LP (1974, Amha Records, Ethiopia)
- Plays Ethio Jazz LP (1989, Poljazz, Poland)
- Ethio Jazz: Mulatu Astatke Featuring Fekade Amde Maskal
- From New York City to Addis Ababa: The Best of Mulatu Astatke
- Mulatu Astatke
- Assiyo Bellema
- Éthiopiques, Vol. 4: Ethio Jazz & Musique Instrumentale, 1969—1974 CD (1998, Buda Musique, France)
- Mulatu Steps Ahead with the Eithor/Orchestra CD/2xLP (2010, Strut, Germany)

### Спільні роботи
- Tche Belew with Hailu Mergia & The Walias Band (1977, Kaifa Records, Ethipia)
- Inspiration Information with the Heliocentrics (2009)

### Компіляції
- Ethiopian Modern Instrumentals Hits LP (1974, Amha Records, Ethiopia)
- New York-Addis-London: The Story of Ethio Jazz 1965—1975